# Peltogaster paguri
Peltogaster paguri is een krabbezakjessoort uit de familie van de Peltogastridae. De wetenschappelijke naam van de soort is voor het eerst geldig gepubliceerd in 1842 door Rathke.